# Samma al-Bardan
Samma al-Bardan (arab. صما البردان) – miejscowość w Syrii, w muhafazie As-Suwajda. W 2004 roku liczyła 1296 mieszkańców.